# ليغو الخارقين
ليغو الخارقين (بالإنجليزية: Lego The Incredibles)‏، هي لعبة فيديو من نوع أكشن مغامرات، سيتم إصدار اللعبة يوم 15 يونيو 2018، وتدعم منصات بلاي ستيشن 4، إكس بوكس ون، مايكروسوفت ويندوز ونينتندو سويتش، واللعبة تدعم اللغة العربية.